# Farbenfinsternis
Farbenfinsternis (рус. Цветной мрак) — четвёртый студийный альбом немецкой блэк-дэт-группы Eisregen.

## Список композиций
| №   | Название                                                  | Длительность |
| --- | --------------------------------------------------------- | ------------ |
| 1.  | «Meine tote russische Freundin»                           | 3:56         |
| 2.  | «Im Reich der Fleischlichkeit»                            | 4:48         |
| 3.  | «Deutschland in Flammen»                                  | 4:08         |
| 4.  | «13»                                                      | 4:22         |
| 5.  | «Dein Blut»                                               | 7:03         |
| 6.  | «Zyklus Farbenfinsternis Kapitel 1: Vorboten»             | 5:18         |
| 7.  | «Zyklus Farbenfinsternis Kapitel 2: Angst wird Fleisch»   | 5:44         |
| 8.  | «Zyklus Farbenfinsternis Kapitel 3: Schatten im Verstand» | 4:23         |
| 9.  | «Zyklus Farbenfinsternis Kapitel 4: Mein Reich komme»     | 4:30         |
| 10. | «Zyklus Farbenfinsternis Kapitel 5: Farbenfinsternis»     | 4:34         |
| 11. | «Ein Jahr im Leben des Todes»                             | 4:25         |
| 12. | «Born Dead (Death Cover) »                                | 2:41         |

## Над альбомом работали

### Участники группы
- Yantit — ударные
- Bursche Lenz — гитары
- Berg Morbach — бас
- 2T — альт
- Blutkehle — вокал